# Fein Multimaster RS
La tecnologia Fein MultiMaster RS è stata sviluppata come elettroutensile oscillante per il taglio, levigazione e piallatura. È stata sviluppata e brevettata dalla tedesca C. & E. Fein GmbH.
Alla scadenza del brevetto Fein nell'ottobre 2008 altri costruttori hanno presentato prodotti similari come Dremel Multi-Max, Bosch PS50 Multi-X, Rockwell Sonicraft, Proxxon Delta Sander.

## Descrizione
Il MultiMaster oscilla a 200–350 Hz (11.000–20.000 oscillazioni al minuto).
Durante l'oscillazione, l'utensile inserito nel codolo si muove in un arco angolare di 3,2 gradi. Questo permette maggior sicurezza in quanto le coppie in gioco sono basse.